# Cardo (Haute-Corse)
Pour les articles homonymes, voir Cardo.
Cardo est une localité de Bastia et une ancienne commune française du département de la Haute-Corse en région Corse. Elle est rattachée à Bastia depuis 1844.

## Toponymie
Le nom corse de la commune est Cardu [ˈkærdu], du corse cardu signifiant "chardon".
Ses habitants sont les Cardinchi [kɛrˈdiŋki].

## Administration
| Période | Période | Identité | Étiquette | Qualité |
| ------- | ------- | -------- | --------- | ------- |
|         |         |          |           |         |

## Démographie
| 1800 | 1806 | 1821 | 1831 | 1836 | 1841 |
| ---- | ---- | ---- | ---- | ---- | ---- |
| 179  | 150  | 195  | 201  | 222  | 235  |

Histogramme

(élaboration graphique par Wikipédia)

## Lieux et monuments

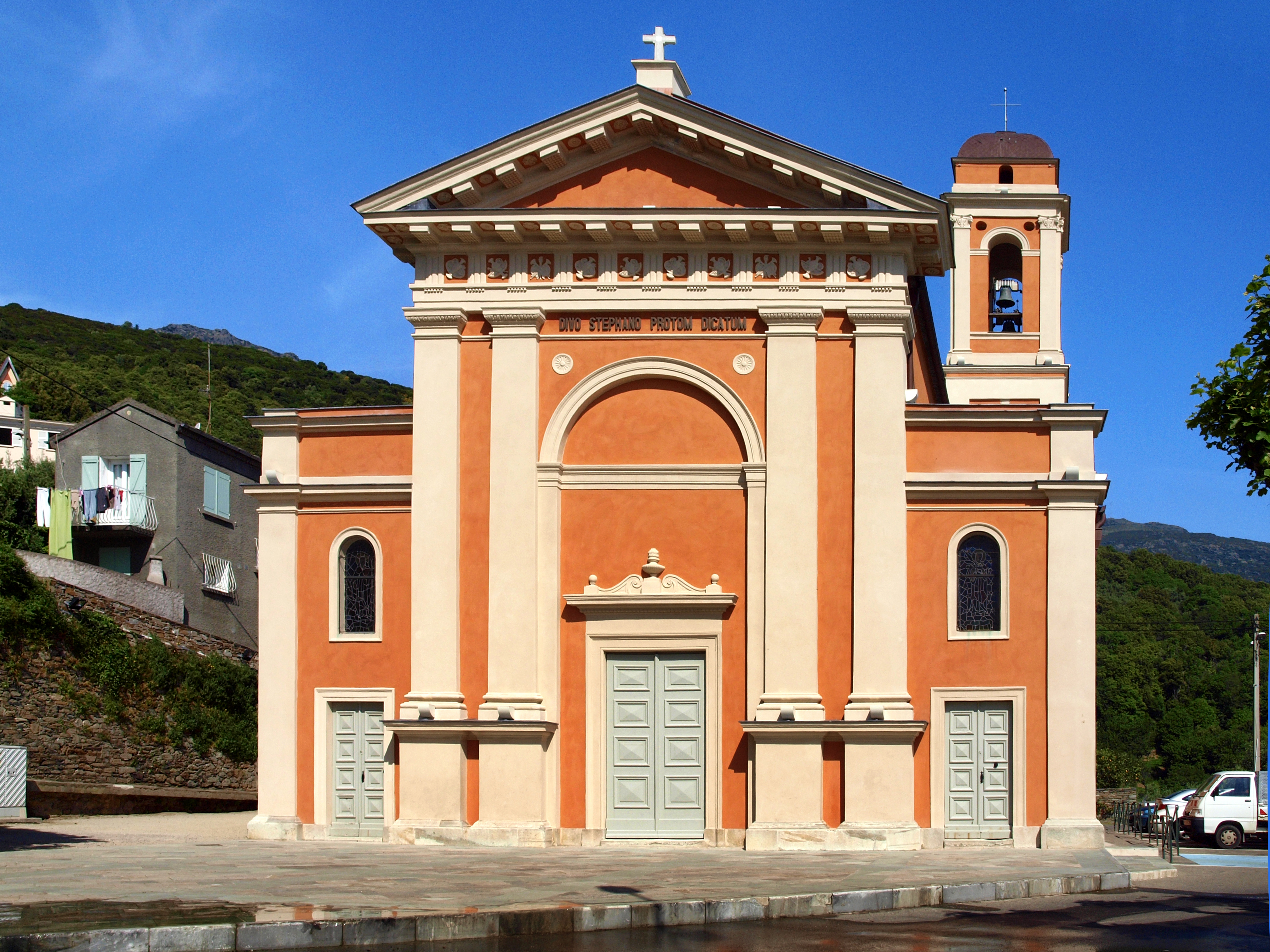
Église Saint-Étienne.
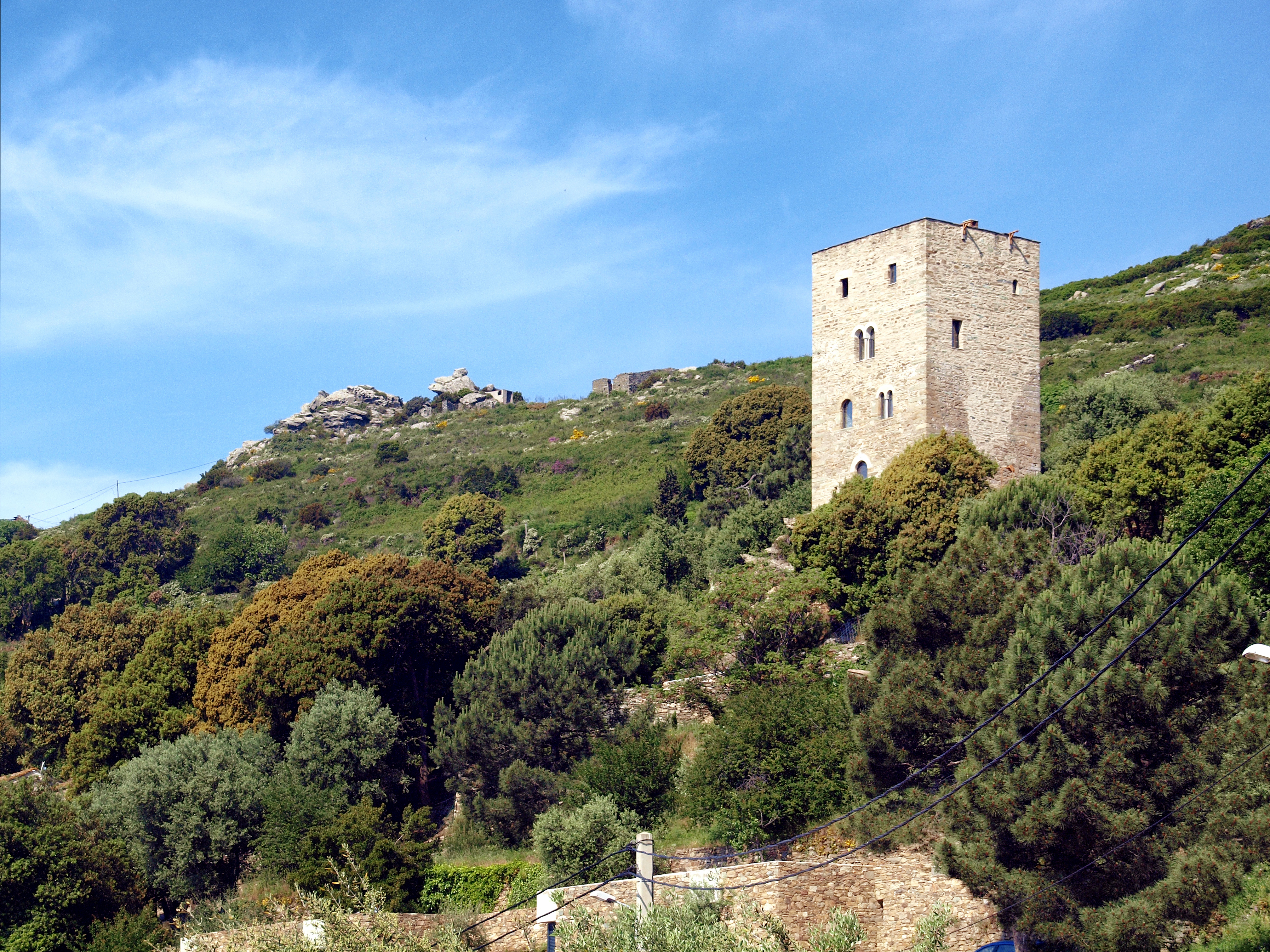
Torra della Vetrice